# Râul Valea Râsului, Motru
Râul Valea Râsului este un curs de apă, afluent al râului Motru. 